# ジュール・ウォルム
ジュール・ウォルム（Jules Worms、1832年12月16日 - 1924年11月25日）はフランスの画家、版画家、イラストレーターである。スペインを題材にした風俗画で知られている。

## 略歴
パリで商人の息子で生まれた。風刺新聞のイラストレータの仕事を始めた後、17歳になった1849年にパリ国立高等美術学校に入学し、画家のジャン＝アドルフ・ラフォス (Jean-Adolphe Lafosse: 1810–1879) に学んだ。
1850年から1860年の間は、パリの挿絵入り新聞「イリュストラシオン」や文芸雑誌の『Musée des familles』のイラストを描いた。1859年のパリのサロンに初めて絵画作品を出展し、後にフランス芸術家協会の会員になった。
1860年からスペインなどを旅し、各地の人々の風俗を描き、1863年に帰国した。1867年と1868年のサロンでメダルを獲得し、作品は国に買い上げられた。
1871年に、パリで知り合ったスペインの画家マリアノ・フォルトゥーニとスペインを旅し、グラナダに6か月間滞在した。1870年以降は版画家、挿絵画家として働きルイ・ド・シェヴィニエの著作や児童向け書籍の挿絵も描いた。
1876年にレジオンドヌール勲章（シュバリエ）を受勲した。1878年のパリ万国博覧会の展覧会では 3等のメダルを受賞し、1889年のパリ万国博覧会でもメダルを獲得した。
1906年に自作のイラスト入りのスペイン旅行の回想録『Souvenirs d'Espagne、impression de voyages et croquis』を出版した。
1890年までパリのサロンに作品を出展し、第一次世界大戦が始まりまで絵を描き続けた。1928年にパリで没した。

## 作品

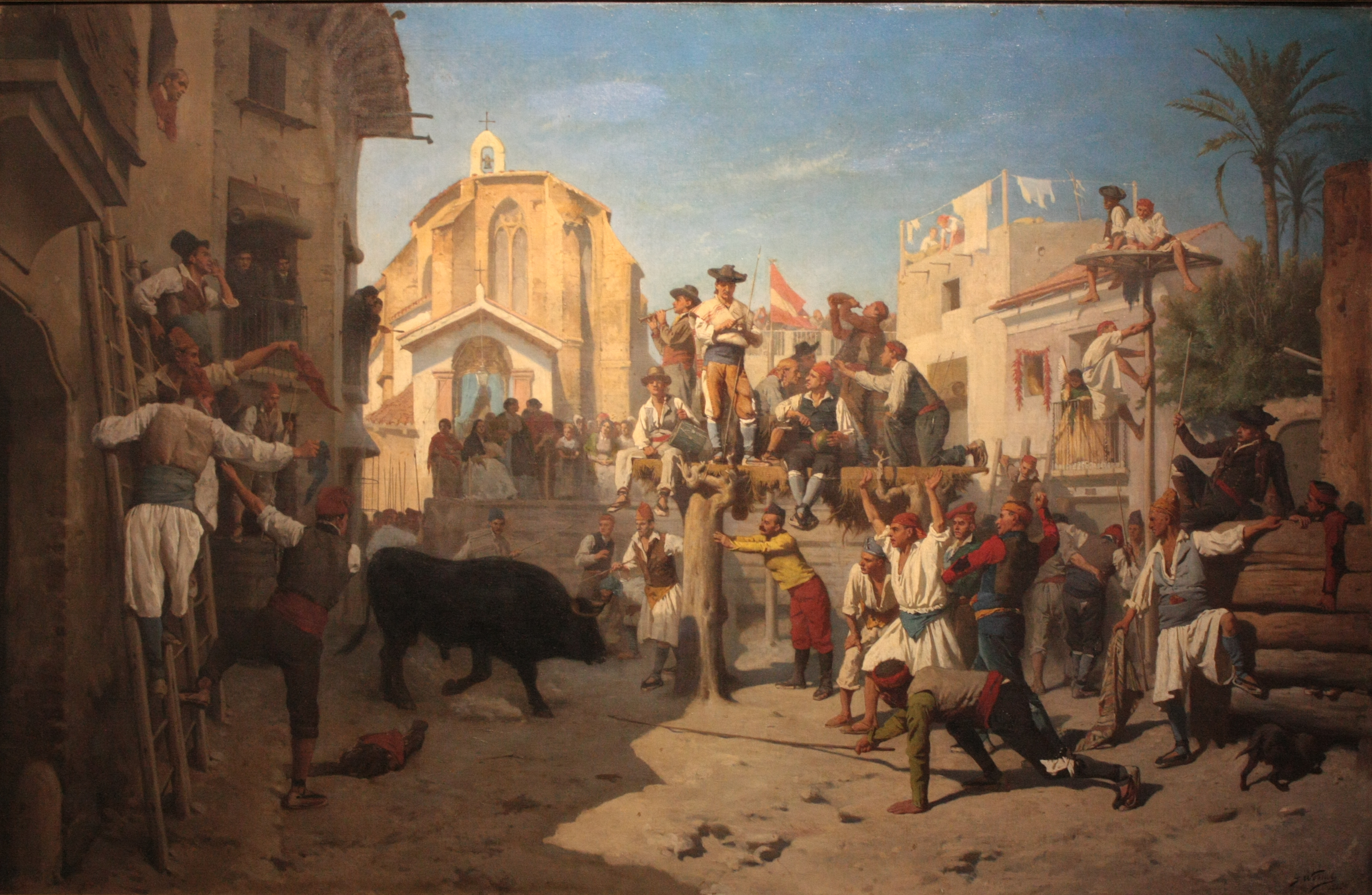
ヴァランス県の見習い闘牛（Novillada）
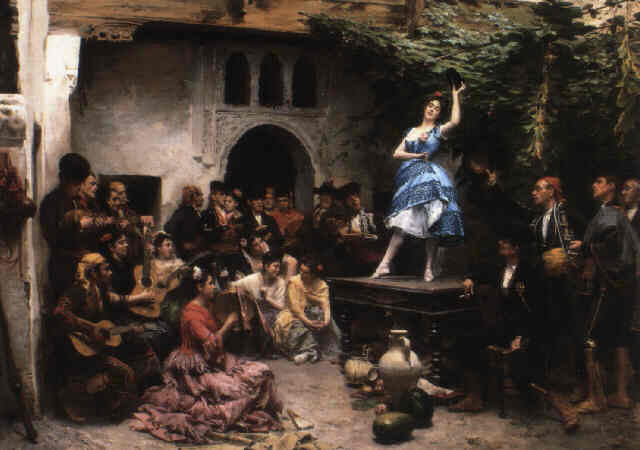
グラナダの民謡と踊り(1880)
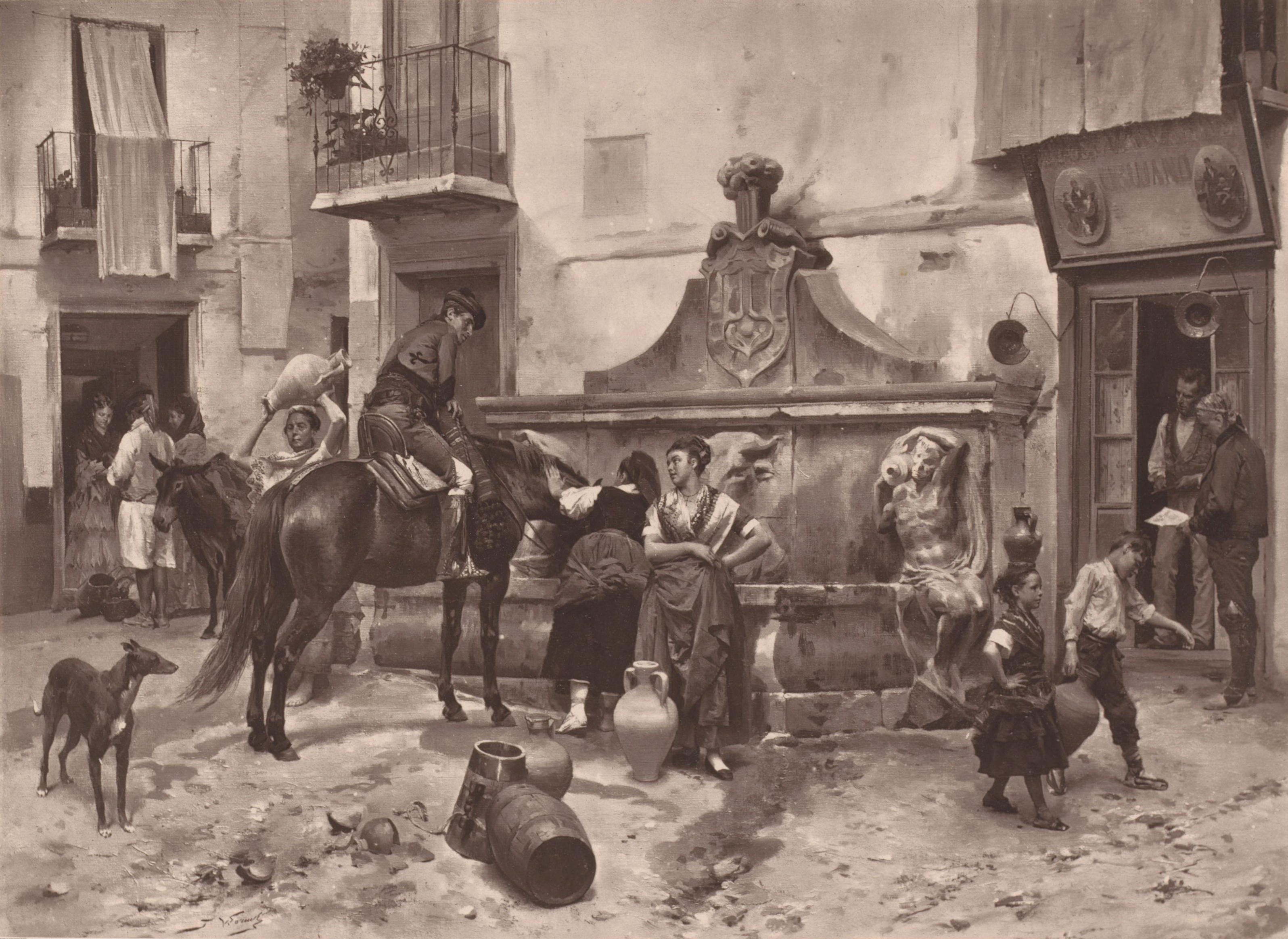
グラナダの井戸

閲兵式への出発　(1876)
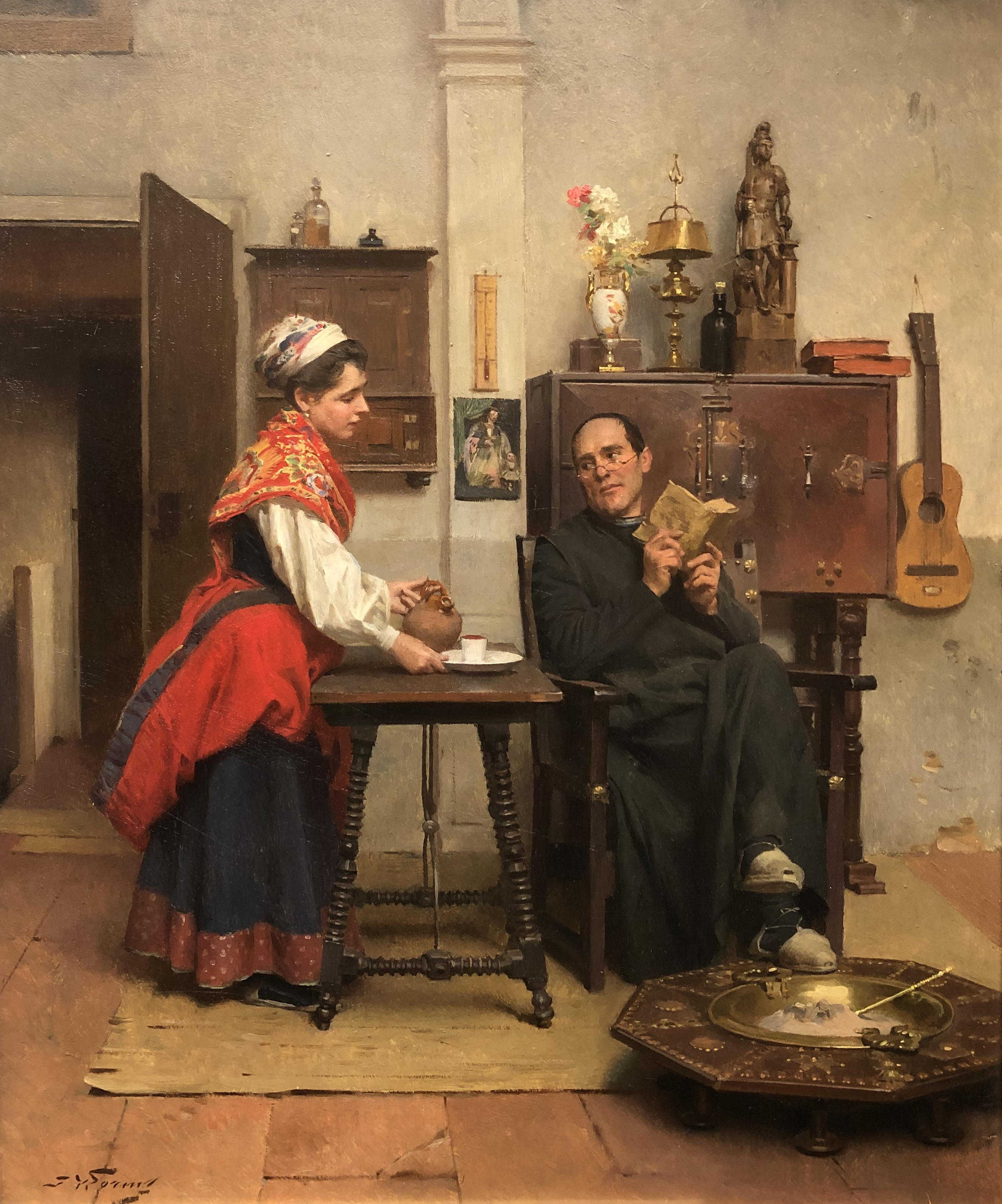
赤いショール
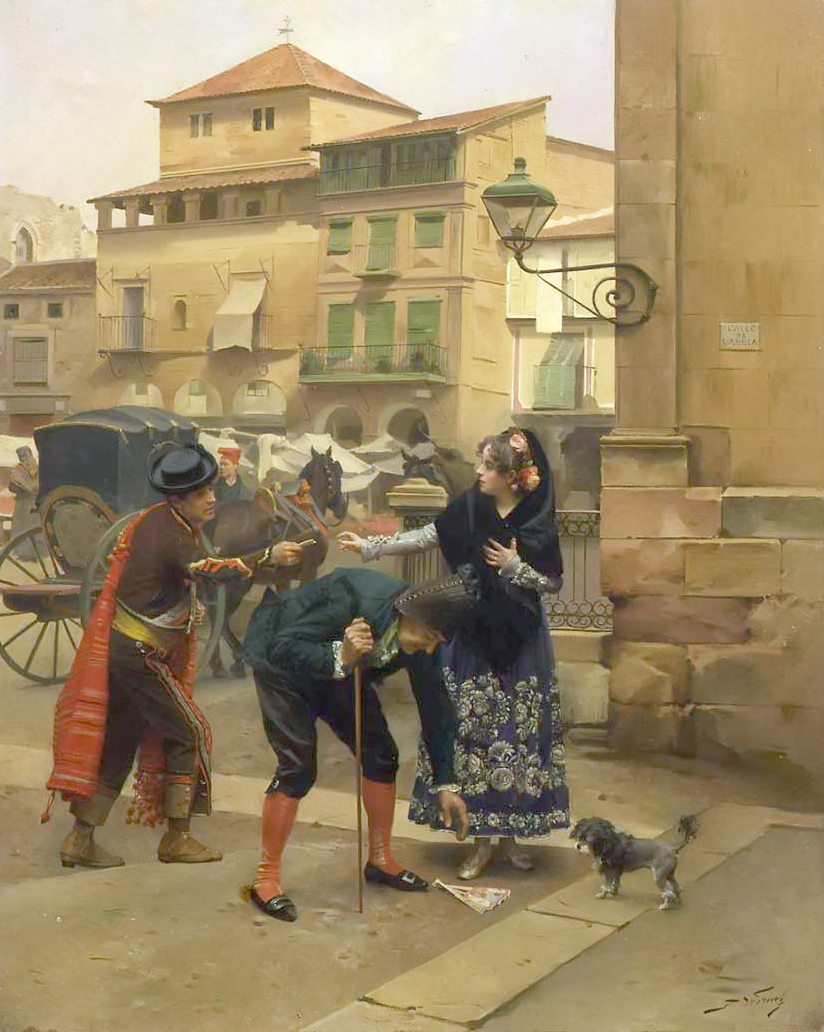
"Le Billet doux"
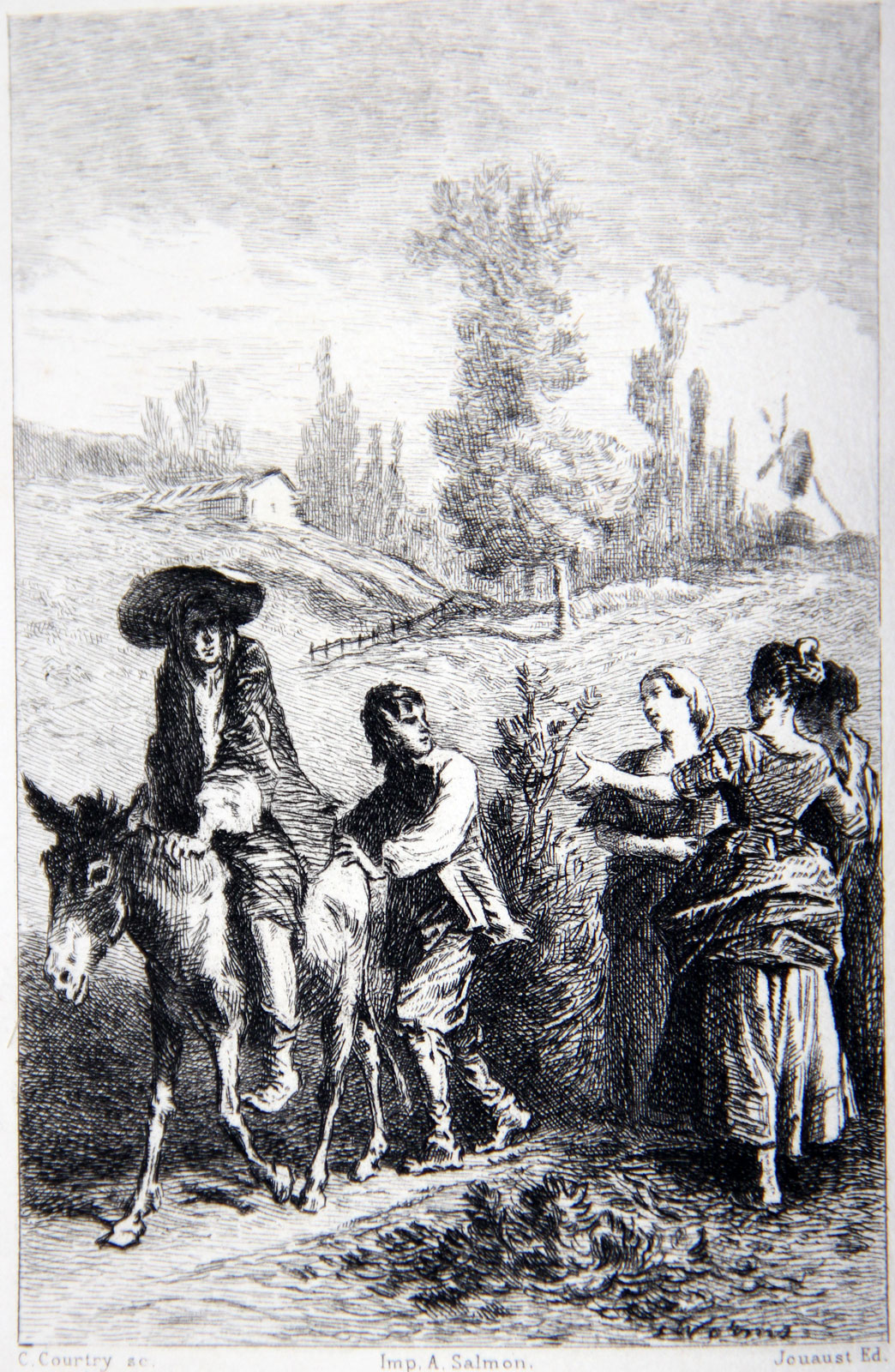
書籍挿絵